# Villa Sofia
La Villa Sofia (à l'origine Villa Sophia) est située dans le quartier Resuttana-San Lorenzo à Palerme, sur la Piazza Salerno, et abrite un service de l'hôpital Villa Sofia. 

## Histoire
La villa était au centre de la vie sociale de la communauté anglo-saxonne mais pas seulement, tout comme la Villa Malfitano. Elle a accueilli quelques personnalités éminentes, comme le roi d'Angleterre Edouard VII, son épouse Alexandra et la princesse Victoria le 24 avril 1907. L'événement est rappelé par une plaque apposée sur le mur de la terrasse qui se lit 

« ICI, LE 24 AVRIL 1907, LE ROI EDWARD VII, LA REINE ALEXANDRA ET LA PRINCESSE VICTORIA, ONT PRIS LE THÉ ET SONT RESTÉS POUR UNE COURTE HEURE. »

En 1953, le domaine a été vendu à la Croix-Rouge italienne qui l'a transformé en hôpital. Ce sont les années du sac de Palerme : la nouvelle destination a conduit à l'urbanisation du parc avec la construction de nouveaux pavillons, la villa et ses annexes ont été transformées sans égard à leur valeur architecturale et historique.

## La villa
La villa a une élégante élévation sud. Le rez-de-chaussée est marqué par des pilastres classiques tandis que le premier étage se compose d'une grande terrasse (en forme de L) avec un portique ionique . 

## Le parc

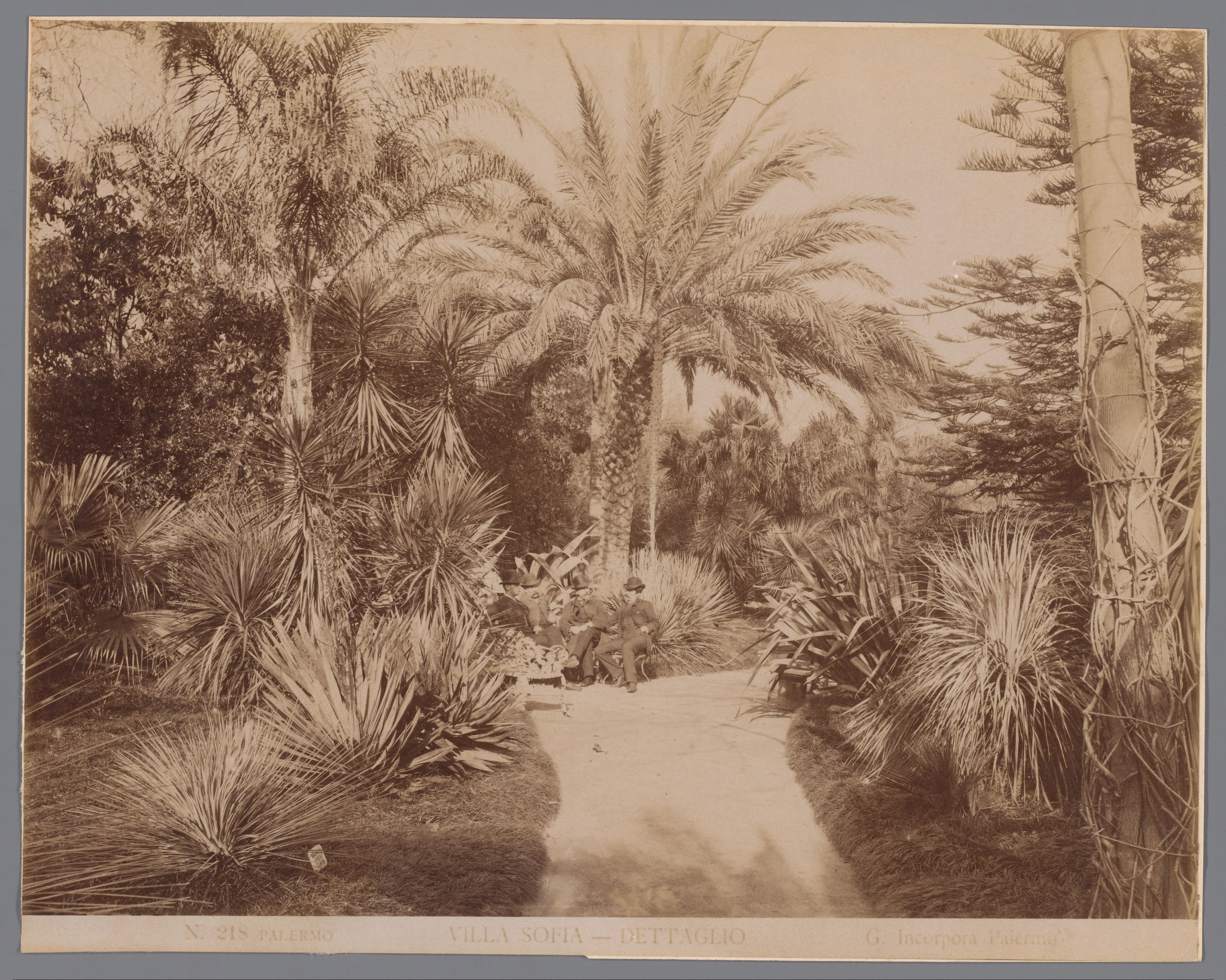
Le parc à la fin du XIXe siècle

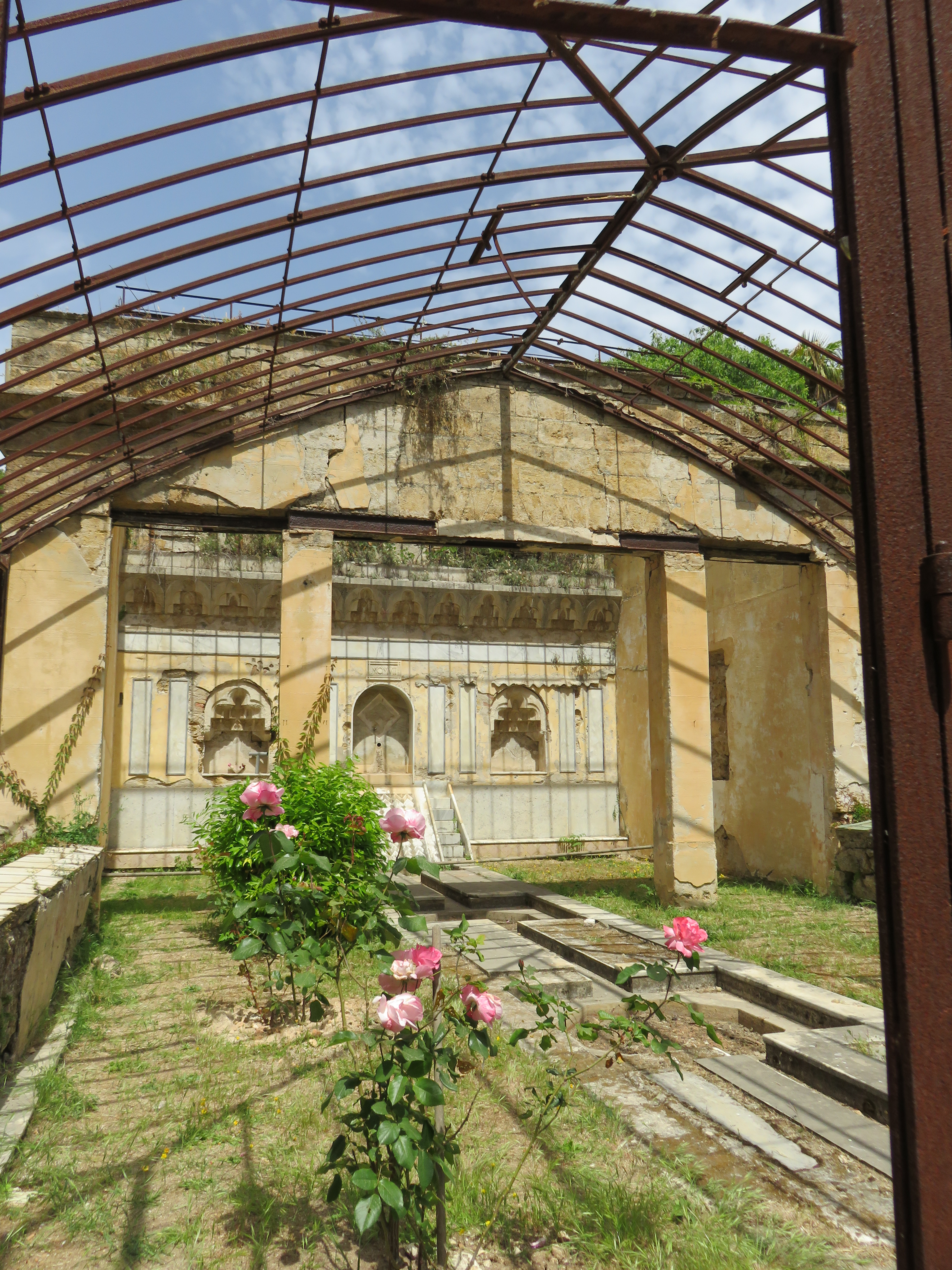
Serre dans le parc de la Villa Sofia

Le vaste parc a été aménagé entre 1876 et 1886 par l'architecte paysagiste anglais Emilio Kunzmann (1835-1908), également auteur du jardin de la Villa Malfitano Whitaker.

## Les annexes
La loge du portier, construite par Ernesto Basile en 1894, a été transformée après la vente du domaine à la Croix-Rouge italienne en boutique de tailleur à l'hôpital: dans ce bâtiment les manteaux et uniformes des employés étaient confectionnés jusqu'au début des années 2000. En 2014, la construction a été restaurée. 
Les écuries sont alignées avec l'entrée de la villa. Au-dessus de l'entrée de l'arche voûtée se dresse le blason de la famille Whitaker : il s'agit d'un blason entremêlé de coquillages, de tours, de merlons et de losanges Guelfes, surmonté d'un cheval qui tient un losange entre ses pattes avant, et sous la devise "Spes et Fides ».